# Dichapetalum hirtum
Dichapetalum hirtum är en tvåhjärtbladig växtart som beskrevs av Descoings. Dichapetalum hirtum ingår i släktet Dichapetalum och familjen Dichapetalaceae. Inga underarter finns listade i Catalogue of Life.